# Vanessa Gravina
Vanessa Gravina (Milaan, 4 januari 1974) is een Italiaanse film en televisieactrice.

## Carrière
Gravina debuteerde als kindacteur in 1985 in de romantische komediefilm Love at First Sight (in Italië uitgebracht onder de titel Colpo di fulmine). Ze ontving voor deze rol een Nastro d'argento (zilveren lint) voor beste nieuwkomer. Eind jaren 80 kreeg ze rollen in diverse televisieseries. Gravina is ook actief op het podium, waar ze onder meer samenwerkte met Dacia Maraini en Giorgio Strehler.

## Filmografie (selectie)
- Love at First Sight (1985)
- Maramao (1987)
- Fratelli (1988)
- La piovra (1989-1990)
- La ragazza di Cortina (1994)
- Milonga (1999)
- Incantesimo (2001-2002)
- Rien que du bonheur (2003)
- Gente di mare (2005-2007)
- Pompei (2007)
- Principessa (2008)
- Un caso di coscienza (2010)
- Madre, aiutami. (2014)
- Furore: Il vento della speranza (2018)
- Il paradiso delle signore (2018-2021)

## Theater (selectie)
- Fruen fra havet (1991)
- Le troiane (2003)
- Elettra (2004)
- Orestiade (2004)
- La signorina Julie (2007-2009)
- La bisbetica domata (2010-2012)
- Antigone (2011)
- Il Tartuffe (2020)